# Marylka
Marylka (prononciation : [maˈrɨlka]) est un village polonais de la gmina de Tarczyn dans le powiat de Piaseczno de la voïvodie de Mazovie dans le centre-est de la Pologne.
Il se situe à environ 4 kilomètres à l'est de Tarczyn (siège de la gmina), 13 kilomètres au sud-ouest de Piaseczno (siège du powiat) et à 28 kilomètres au sud de Varsovie (capitale de la Pologne).
Le village compte approximativement une population de 240 habitants en 2006.

## Histoire
De 1975 à 1998, le village appartenait administrativement à la voïvodie de Varsovie.